# Volksbad (Kiel-Gaarden-Ost)

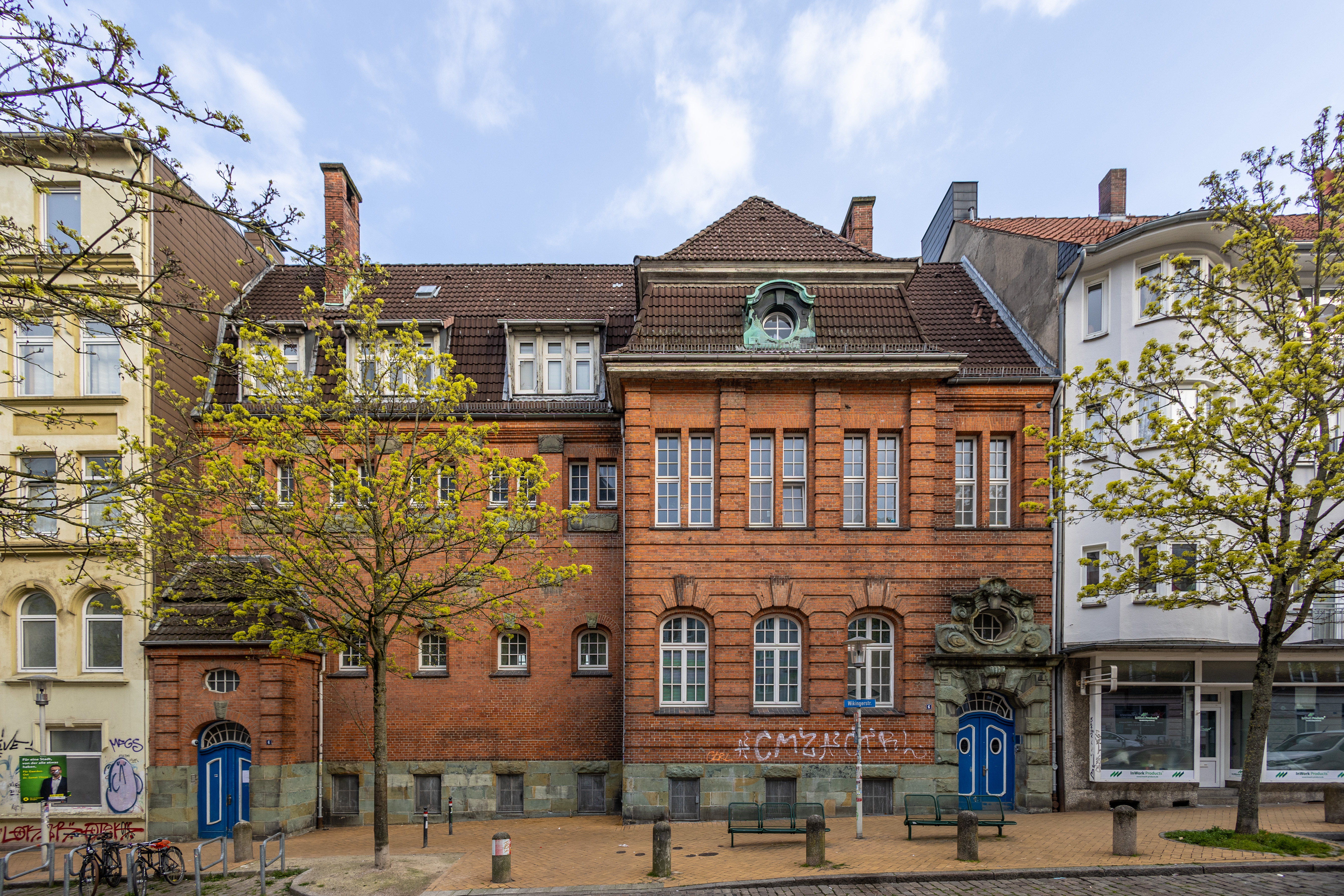
Das ehemalige Volksbad an der Wikingerstraße 6

Das ehemalige Volksbad entstand 1907/08 nach Entwürfen des Stadtbaurats Georg Pauly sowie J. Pregyn vom städtischen Hochbauamt im Kieler Stadtteil Gaarden-Ost. Das Gebäude, das als Beispiel für die Heimatschutzarchitektur in Schleswig-Holstein gilt, steht unter Denkmalschutz. Bei den Entwürfen nahmen Pauly und Pregyn Motive barocker Herrenhausarchitektur wie Walmdach, rustizierter Mittelrisalit und barock gerahmtes Sandsteinportal auf. Die Inneneinrichtung ist nicht mehr erhalten.
Inzwischen nutzt die Jüdische Gemeinde Kiel und Region das Gebäude als Gemeindezentrum. Auf der Grünfläche auf der Rückseite des Gebäudes plant die Gemeinde einen 14 mal 11 Meter großen Anbau, in dem eine Synagoge mit Empore und einem Fassungsvermögen von 200 bis 250 Menschen entstehen soll. Das örtliche Büro Hochfeldt und Partner entwarf dafür einen Kubus im Stil des Anbaus an den Kieler Landtag.